# Helmuth Søbirk
Helmuth Arne Torkild Emin Søbirk (ur. 8 września 1916 w Valby, zm. 19 sierpnia 1992 w Kopenhadze) – piłkarz duński, występujący na pozycji napastnika.
W latach 1935–1945 rozegrał 30 meczów w reprezentacji Danii i strzelił dla niej 10 goli. Trzykrotnie zdobył mistrzostwo Danii z zespołem Boldklubben Frem (1936, 1941, 1944) i jeden raz z Boldklubben af 1893 (1939).